# Arinze Onuaku
Arinze Christopher Onuaku, né le 13 juillet 1987 à Lanham au Maryland, est un joueur américain de basket-ball.

## Biographie
Onuaku n'est pas drafté en 2010. Le 2 mars 2011, il rejoint les Vipers de Rio Grande Valley en D-League.
Le 14 septembre 211, Onuaku signe en Lituanie au Klaipėdos Neptūnas pour la saison 2011-2012. En décembre 2011, il est libéré par Neptūnas à cause d'une blessure au genou.
Le 2 novembre 2012, Onuaku est sélectionné par les Bighorns de Reno en 4e position de la NBA D-League draft. Quatre jours plus tard, il est transféré au Charge de Canton. Le 4 février 2013, il est nommé dans l'équipe Futures pour participer au NBA D-League All-Star Game 2013.
En juillet 2013, Onuaku participe à la NBA Summer League 2013 avec les Suns de Phoenix.
Le 22 août 2013, Onualu signe avec les Pelicans de La Nouvelle-Orléans. Le 12 novembre 2013, il est coupé par les Pelicans. Le 27 novembre 2013, il retourne chez le Canton de Charge. Le 13 février 2014, il est nommé pour la deuxième fois dans l'équipe Futures pour participer au NBA D-League All-Star Game 2014 en remplacement de Dewayne Dedmon.
Le 22 février 2014, Onuaku signe un contrat de dix jours avec les Cavaliers de Cleveland. Mais, il retourne à Charge le même jour. Le lendemain, il est rappelé par les Cavaliers. Le 4 mars 2014, il signe un second contrat de dix jours avec les Cavaliers. Le 8 mars 2014, il retourne à Charge. Il est rappelé le même jour après avoir joué avec le Charge et gagné un match 118 à 110 contre le Stampede de l'Idaho. Il retourne de nouveau au Charge les 9 et 11 mars. Le 12 mars 2014, il est coupé par les Cavaliers. Le lendemain, il retourne au Charge de Canton.
En mai 2014, il signe en Chine au Chongqing Flying Dragons en NBL. Il quitte l'équipe en juin après avoir participé à 19 matches et tourné à 28,6 points et 14,8 rebonds.
En juillet 2014, Onuaku participe à la Summer League d'Orlando avec les Pacers d'Indiana et celle de Las Vegas avec les Pelicans de La Nouvelle-Orléans. Le 5 septembre 2014, il signe avec les Pacers mais ils le coupent le 25 octobre 2014. Le 25 novembre 2014, il retourne au Charge de Canton. Le 4 février 2015, il est nommé pour la troisième fois dans l'équipe Futures pour participer au NBA D-League All-Star Game 2015.
Le 7 avril 2015, Onuaku signe avec les Timberwolves du Minnesota pour le reste de la saison pour aider l'équipe qui compte de nombreux blessés. Ce jour-là, il fait ses débuts avec les Timberwolves et termine la rencontre avec 6 points et 5 rebonds lors de la défaite contre les Kings de Sacramento.
En juillet 2015, Onuaku participe à la Summer League d'Orlando avec les Pacers d'Indiana et celle de Las Vegas avec les Nets de Brooklyn. Le 6 octobre 2015, il signe en Israël chez le Maccabi Tel-Aviv.

## Vie privée
Onuaku est le fils de Christopher et Anastasia Onuaku, et a trois frères et sœurs : Ify, Chuk et Michael.